# Agromyza abutilonis
Agromyza abutilonis är en tvåvingeart som beskrevs av Spencer 1959. Agromyza abutilonis ingår i släktet Agromyza och familjen minerarflugor. Inga underarter finns listade i Catalogue of Life.